# 韋吉斯

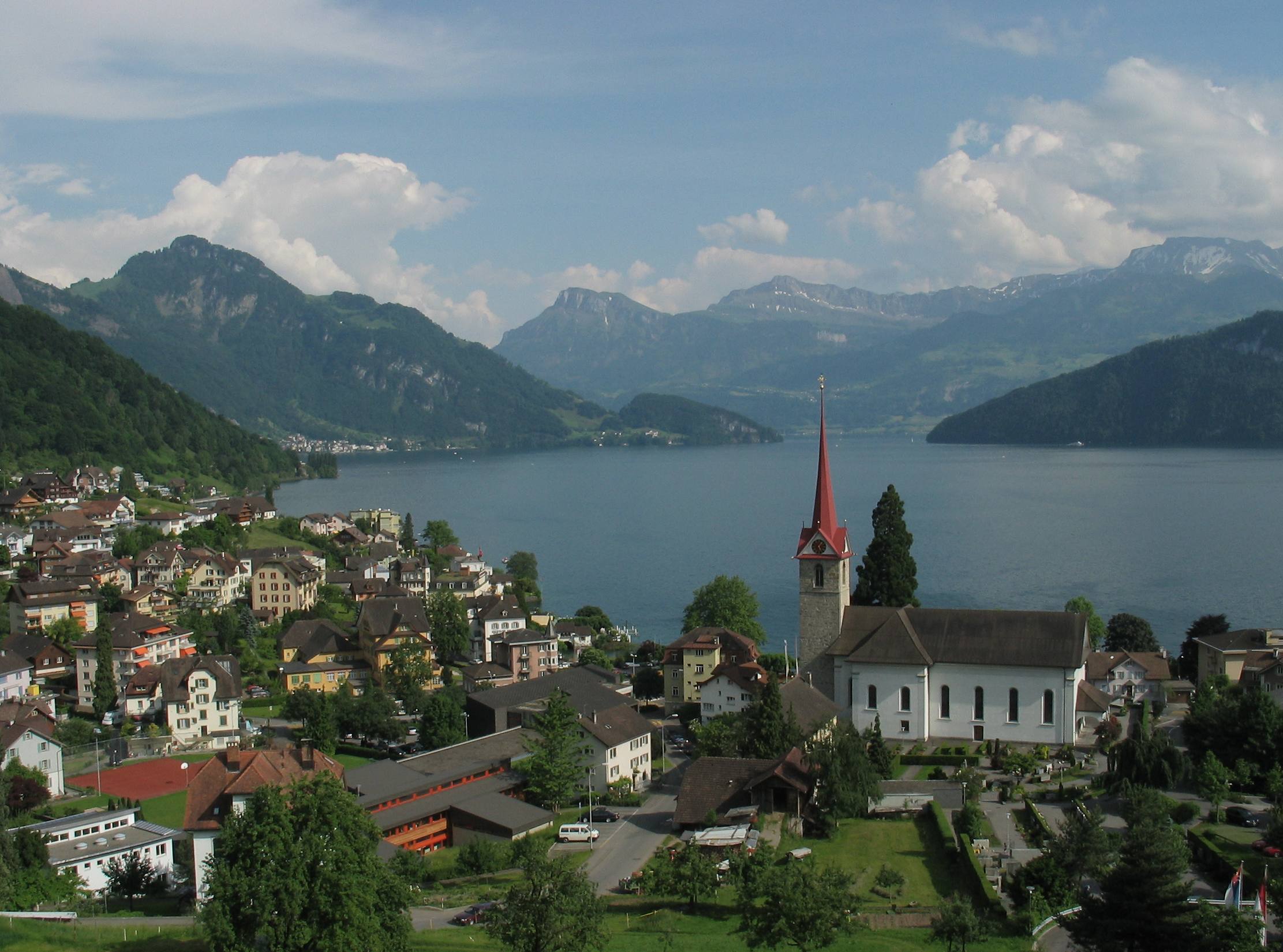

韋吉斯（德语：Weggis）是瑞士的城鎮，位於該國中部，由琉森州負責管轄，面積11.82平方公里，四成半土地是農業用地，海拔高度435米，2011年人口4,191，人口密度每平方公里355人。
韦吉斯位于琉森湖畔，有游轮经过。从韦吉斯乘坐韦吉斯-里吉山缆车可登上里吉峰。

## 外部連結
- Official website （页面存档备份，存于）
- Helvetic Administration and Public Services listing
- Weggis.net （页面存档备份，存于） (unofficial)
- Flame Dream progressive rock band from Lucerne and Weggis  （页面存档备份，存于）